# Озанн, Эмиль
Эмиль Озан (25 мая 1787, Веймар — 11 января 1842, Берлин) — германский учёный-медик, считающийся одним из основателей научной бальнеологии.

## Биография
Медицинское образование получил в университетах Йены и Гёттингена. В 1809 году получил степень доктора медицины и, сдав государственный экзамен, стал частным врачом общей практике в Берлине, Пруссия. Вскоре стал помощником врача в поликлинике, основанной его дядей Христофом Вильгельмом Хуфеландом. 
С 1814 года был экстраординарным профессором в местной военно-хирургической академии. В 1815 году габилитировался, с 1818 года был экстраординарным и с 1826 года ординарным профессором медицины и физиологии в Берлинском университете. С 1820 года был членом академии Леопольдина, с 1833 года возглавил университетскую поликлинику.
Считается основателем медицинской науки бальнеологии; свою первую работу по данной тематике он опубликовал в 1822 году. Его главное произведение — «Physik.-mediz. Darstellung der bekannten Heilquellen der vorzügchsten Länder Europas» (тома I и II, 2 издания, Берлин, 1829—1832 и 1839—1841; обработано Цабелем, 1843). 
С 1837 года был единственным редактором издания «Journal der praktischen Heilkunde». Совместно с супругой участвовал в многочисленных благотворительных проектах в Берлине, часто оказывал бесплатную медицинскую помощь неимущим пациентам.